# 左击
左击，通常是指一种计算机基本操作，即点击鼠标的左键，以向计算机输入信息，一般通过圖形使用者介面（例如Windows等）向计算机传递选择、定位等操作命令。